# سلمى بن نوفل الدئلي الكناني
سلمى بن نوفل الديلي أبو قرعة الكناني هو سيد من سادات قبيلة كنانة وكان جوادا كريما ومن حلماء العرب وقد مدحه الشعراء ومن ذلك أن قالوا:

## نسبه
هو سلمى بن نوفل بن معاوية بن عروة بن صخر بن يعمر بن نفاثة بن عدي بن الديل بن بكر بن عبد مناة بن كنانة بن خزيمة بن مدركة بن إلياس بن مضر بن نزار بن معد بن عدنان. من بني الدئل من بني بكر من قبيلة كنانة.

## حلمه
حدّثنا محمد بن يحيى الصُّولي قال، حدّثنا محمّد بن يزيد قال، حدّثنا محمّد بن صفوان عن أبيه قال: كان سلمى بن نوفل الدَّيلي سيداً في كنانة، فوثب رجل من أهله على ابنه فجيء به إليه، فقال له: ما أمَّنك منّي وأجرأك عليَّ؟ أما خشيت عقابي؟ قال: لا، قال: ولم؟ قال: لأنّا سوّدناك لكظم الغيظ والحلم عن الجاهل، فخلَّى سبيله.

## تشاحنه مع عبد الله بن الزبير
أخبرني به عيسى بن الحسن الوراق قال حدثنا أحمد بن الهيثم بن فراس قال حدثني العمري وأبو فراس عمي جميعا عن شراحيل بن فراس أن أبا قرعة الكناني واسمه سلمى بن نوفل قال وهو جد مطيع بن إياس الشاعر كانت بينه وبين ابن الزبير قبل أن يلي مقارضة فدخل سلمى وابن الزبير يخطب الناس وكان منه رجلا فرماه ابن الزبير ببصره حتى جلس فلما انصرف من المجلس دعا حرسيا فقال امض إلى موضع كذا وكذا من المسجد فادع لي سلمى بن نوفل فمضى فأتاه به فقال له الزبير إيها أيها الضب فقال إني لست بالضب ولكن الضب بالضمر من صخر قال إيها أيها الذيخ قال إن أحدا لم يبلغ سني وسنك إلا سمي ذيخا قال إنك لها هنا يا عاض بظر أمه قال أعيذك بالله أن يتحدث العرب أن الشيطان نطق على فيك بما تنطق به الأمة السفلة وايم الله ما ها هنا داد أريده على المجلس أحد إلا قد كانت أمه كذلك.